# Anyphops karrooicus
Anyphops karrooicus là một loài nhện trong họ Selenopidae.
Loài này thuộc chi Anyphops. Anyphops karrooicus được George Newbold Lawrence miêu tả năm 1940.